# Subsecretaría de Deportes de Chile
La Subsecretaría de Deportes de Chile (Subdep) es una subsecretaría de Estado dependiente del Ministerio del Deporte, encargada —como su nombre lo indica—, de las políticas del deporte en Chile. Desde el 15 de noviembre de 2024, la subsecretaria respectiva es Emilia Ríos, actuando bajo el gobierno del presidente Gabriel Boric.
Fue creada durante el primer gobierno de Sebastián Piñera, mediante  la ley n° 20.686, promulgada el 19 de agosto de 2013, que creó el Ministerio del Deporte; reemplazando de ese manera, a la Subsecretaría del Deporte de Chiledeportes, existente desde 2001.

## Misión
Según su sitio web, la misión del organismo es «liderar la promoción de la práctica de la actividad fiìsica y fomentar el deporte competitivo y de alto rendimiento mediante la formulación, monitoreo y evaluación de políticas públicas, para mejorar la calidad de vida, el desarrollo de una cultura deportiva, la adquisición de hábitos activos y saludables de las personas durante todo el curso de la vida».

## Subsecretarios
Anteriormente a la vigencia de la Ley N.º 20.686 se conocía como subsecretario del Deporte al director nacional del Instituto Nacional de Deportes (IND), el cual dependía del Ministerio Secretaría General de Gobierno. Sin embargo, con la vigencia de dicha ley, ambos cargos se separaron.
| Retrato | Subsecretario/a             | Partido | Inicio                  | Final                   | Presidente        |
| ------- | --------------------------- | ------- | ----------------------- | ----------------------- | ----------------- |
|         | Eduardo Valenzuela Vaillant | Ind.    | 4 de diciembre de 2013  | 11 de marzo de 2014     | Sebastián Piñera  |
|         | Nicole Sáez Pañero          | PDC     | 11 de marzo de 2014     | 11 de marzo de 2018     | Michelle Bachelet |
|         | Kael Becerra Rojas          | Ind.    | 11 de marzo de 2018     | 5 de diciembre de 2018  | Sebastián Piñera  |
|         | Andrés Otero Klein          | Ind.    | 5 de diciembre de 2018  | 11 de marzo de 2022     | Sebastián Piñera  |
|         | Antonia Illanes Riquelme    | FA      | 11 de marzo de 2022     | 15 de noviembre de 2024 | Gabriel Boric     |
|         | Emilia Ríos Saavedra        | FA      | 15 de noviembre de 2024 | en el cargo             | Gabriel Boric     |